# Tamarix nilotica
Tamarix nilotica — вид рослин родини тамариксових (Tamaricaceae), поширений у Греції, на Аравійському півострові, у Північній і Східній Африці.

## Опис

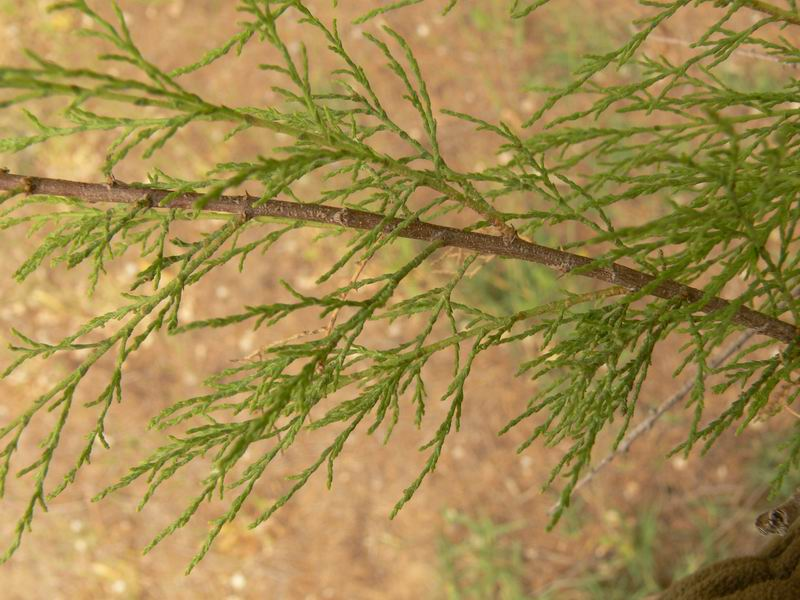
гілка з листям

Кущ або невелике дерево заввишки до 6 м. Листки сидячі, від вузько-ланцетних до вузько-яйцеподібних, тісно вплітаються на дрібні гілочки, довжиною 1–3 мм (на більших гілочках 4–5 мм), від гострих до довго-загострених. Суцвіття до деякої міри нещільні, довжиною 5–9 см, діаметром 3–5 мм; приквітки вузько-ланцетні 2(3) мм завдовжки. Квітки довжиною 1.75 мм, шириною 1.25 мм, білі, на квітконіжках довжиною 0.5 мм. Чашолистків і пелюсток по 5, тичинок 5(7). Плід — коробочка. Насіння циліндричне, завдовжки 0.5 мм, буре.

## Поширення
Поширений у Греції, на Аравійському півострові, у Північній і Східній Африці.
Росте на берегах Нілу та його приток, берегах каналів, а також на краях ставків і джерел.

## Використання
Tamarix nilotica відомий у єгипетській традиційній медицині як антисептичний засіб. Ця рослина відома ще з часів фараонів і згадується в медичному папірусі як засіб для зменшення гарячки, зняття головного болю, усунення запалення та як афродизіак.